# سارا میسون
سارا میسون (انگلیسی: Sarah Y. Mason؛ زاده ۱۸۹۶ درگذشته ۱۹۸۰) فیلم‌نامه‌نویس اهل ایالات متحده آمریکا بود.
از فیلم‌هایی که وی در آن‌ها نقش داشته است، می‌توان به سال کبیسه، یک دختر، یک مرد و یک ملوان اشاره نمود.